# Ochrona danych osobowych
Ochrona danych osobowych – regulacje prawne dotyczące tworzenia i posługiwania się zbiorami danych osobowych, a także pojedynczymi danymi, mające na celu administracyjno-prawną ochronę prawa do prywatności.

## Prawo międzynarodowe
- Rezolucja 34/169 Zgromadzenia Ogólnego ONZ: Kodeks Postępowania Funkcjonariuszy Porządku Prawnego  .
- Rezolucja 45 (95) Zgromadzenia Ogólnego ONZ: Wytyczne w sprawie uregulowania kartotek skomputeryzowanych danych osobowych .
- Konwencja Nr 108 Rady Europy z 1981 r. o ochronie osób w związku z automatycznym przetwarzaniem danych osobowych, sporządzona w Strasburgu dnia 28 stycznia 1981 r. (Dz.U. z 2003 r. nr 3, poz. 25).
- Powszechna Deklaracja (UNESCO) w sprawie genomu ludzkiego i praw człowieka z dnia 11 listopada 1997 r. .
- Rekomendacja Organizacji Współpracy Gospodarczej i Rozwoju (OECD) z dnia 23 września 1980 r. w sprawie wytycznych dotyczących ochrony prywatności i przekazywania danych osobowych pomiędzy krajami .

## Prawo wspólnotowe
- Dyrektywa 95/46/WE Parlamentu Europejskiego i Rady z dnia 24 października 1995 r. w sprawie ochrony osób fizycznych w zakresie przetwarzania danych osobowych oraz swobodnego przepływu tych danych (Dz. Urz. WE L 281 z 23.11.1995, tłumaczenie na język polski) – stosowana do 25 maja 2018 r.
- Dyrektywa 97/66/WE Parlamentu Europejskiego i Rady z dnia 15 grudnia 1997 r. w sprawie przetwarzania danych osobowych i ochrony prywatności w dziedzinie telekomunikacji (Dz. Urz. WE L 24 z 30.1.1998, tłumaczenie na język polski).
- Dyrektywa 2000/31/WE Parlamentu Europejskiego i Rady WE z dnia 8 czerwca 2000 r. w sprawie niektórych aspektów prawnych usług w społeczeństwie informacyjnym, a w szczególności handlu elektronicznego w obrębie wolnego rynku (Dz. Urz. WE L 178 z 17.7.2000, tłumaczenie na język polski).
- Dyrektywa Parlamentu Europejskiego i Rady z dnia 12 lipca 2002 r. 2002/58/WE w sprawie przetwarzania danych osobowych oraz ochrony prywatności w sektorze komunikacji elektronicznej (Dyrektywa o ochronie prywatności i komunikacji elektronicznej) (Dz. Urz. UE L 201 z 31.7.2002, tłumaczenie na język polski).
- Dyrektywa Parlamentu Europejskiego i Rady WE z dnia 15 marca 2006 r. 2006/24/WE w sprawie zatrzymywania generowanych lub przetwarzanych danych w związku ze świadczeniem ogólnie dostępnych usług łączności elektronicznej lub udostępnianiem publicznych sieci łączności oraz zmieniająca dyrektywę 2002/58/WE (Dz. Urz. UE L 105 z 13.4.2006).
- Rozporządzenie Parlamentu Europejskiego i Rady (UE) 2016/679 z dnia 27 kwietnia 2016 r. w sprawie ochrony osób fizycznych w związku z przetwarzaniem danych osobowych i w sprawie swobodnego przepływu takich danych oraz uchylenia dyrektywy 95/46/WE (Dz. Urz. UE L 119 z 5.4.2016) – stosowane od 25 maja 2018 r.

## Prawo polskie
- Ustawa z dnia 29 sierpnia 1997 r. o ochronie danych osobowych (Dz.U. z 2016 r. poz. 922).(uchylony) – obowiązująca w latach 1997–2018.
- Ustawa z dnia 10 maja 2018 r. o ochronie danych osobowych (Dz.U. z 2019 r. poz. 1781)[2] – obowiązuje od 25 maja 2018 r.
- Rozporządzenie Ministra Spraw Wewnętrznych i Administracji z dnia 22 kwietnia 2004 r. w sprawie wzorów imiennego upoważnienia i legitymacji służbowej inspektora Biura Generalnego Inspektora Ochrony Danych Osobowych (Dz.U. z 2004 r. nr 94, poz. 923, z późn. zm.).
- Rozporządzenie Ministra Spraw Wewnętrznych i Administracji z 29 kwietnia 2004 r. w sprawie dokumentacji przetwarzania danych osobowych oraz warunków technicznych i organizacyjnych, jakim powinny odpowiadać urządzenia i systemy informatyczne służące do przetwarzania danych osobowych (Dz.U. z 2004 r. nr 100, poz. 1024).
- Rozporządzenie Ministra Spraw Wewnętrznych i Administracji z 11 grudnia 2008 r. w sprawie wzoru zgłoszenia zbioru danych do rejestracji Generalnemu Inspektorowi Ochrony Danych Osobowych (Dz.U. z 2008 r. nr 229, poz. 1536).
- Rozporządzenie Prezydenta Rzeczypospolitej Polskiej z dnia 10 października 2011 r. w sprawie nadania statutu Biuru Generalnego Inspektora Ochrony Danych Osobowych (Dz.U. z 2011 r. nr 225, poz. 1350).